# 恋姫シリーズ
恋姫シリーズ（こいひめシリーズ）は、BaseSonのアダルトゲームをルーツとするシリーズである。

## 作品
- 恋姫†無双・恋姫†夢想シリーズ
  - 恋姫†無双シリーズ
    - 恋姫†無双 〜ドキッ☆乙女だらけの三国志演義〜（2007年1月26日発売）
    - 真・恋姫†無双 〜乙女繚乱☆三国志演義〜（2008年12月26日発売）
    - 真・恋姫†無双 〜萌将伝〜（2010年7月23日発売、『真・恋姫†無双 〜乙女繚乱☆三国志演義〜』のファンディスク）
    - 恋姫†英雄譚（企画）
    - 真・恋姫†夢想 Collector's BOX（2014年12月19日）

  - 真・恋姫†英雄譚シリーズ
    - 真・恋姫†英雄譚1 〜乙女艶乱☆三国志演義［蜀］〜（2015年4月24日発売、DMM専売ダウンロード）
    - 真・恋姫†英雄譚2 〜乙女艶乱☆三国志演義［魏］〜（2015年8月28日発売、DMM専売ダウンロード）
    - 真・恋姫†英雄譚3 〜乙女艶乱☆三国志演義［呉］〜（2015年10月30日発売、DMM専売ダウンロード）
    - 真・恋姫†英雄譚123+PLUS 〜乙女艶乱☆三国志演義〜（2016年7月29日発売）
    - 真・恋姫†英雄譚4 〜乙女耀乱☆三国志演義［呉］〜（2022年7月29日発売）
    - 真・恋姫†英雄譚5 〜乙女耀乱☆三国志演義［魏］〜（2023年3月31日発売）
    - 真・恋姫†英雄譚 外伝 白月の灯火（2023年12月22日発売）

  - 真・恋姫†夢想-革命-シリーズ
    - 真・恋姫†夢想-革命- 蒼天の覇王（2017年7月28日発売）
    - 真・恋姫†夢想-革命- 孫呉の血脈（2018年7月27日発売）
    - 真・恋姫†夢想-革命- 劉旗の大望（2019年7月26日発売）

  - 恋姫†戦陣（2019年12月28日発売、カードゲーム）
  - 恋姫†無双シリーズの登場人物
- 戦国†恋姫シリーズ
  - 戦国†恋姫〜乙女絢爛☆戦国絵巻〜（2013年12月20日発売）
  - 戦国†恋姫X〜乙女絢爛☆戦国絵巻〜（2016年4月28日発売）
  - 戦国†恋姫EXシリーズ
    - 戦国†恋姫EX壱〜奥州の独眼竜編〜（2022年3月25日発売）
    - 戦国†恋姫EX弐～鬼の国、越前編～(2022年11月25日発売)
    - 戦国†恋姫EX参～毛利家の絆編～(2023年7月28日発売)
    - 戦国†恋姫EX+PLUS ～癒し処、剣丞編～（2024年4月26日）

  - 戦国†恋姫BRAVEシリーズ
    - 戦国†恋姫BRAVE壱〜四国の鬼若子、長曾我部編〜（2024年8月30日発売）
- 双天†恋姫シリーズ
  - 双天†恋姫〜至原の王〜（2024年9月27日発売）

派生作品に関してはCategory:恋姫†無双を参照。